# Yajirō
Yajirō (jap. 弥次郎 oder in Katakana ヤジロウ), auch Anjirō (アンジロー) oder Anjero (アンジェロ) für „Angelo“ (* wohl nach 1510; † nach 1548), war ein japanischer Samurai aus der Provinz Satsuma, der den baskischen Jesuiten Francisco de Xavier y Jassu 1547 von Goa nach Japan gebracht haben soll, was den Anfang der christlichen Mission in Japan bedeutete.
Fernão Mendes Pinto berichtet in seiner episch ausgestalteten Biografie, Yajirō sei 1547, weil er einen Mord begangen habe, auf ein portugiesisches Schiff geflüchtet, das im Hafen von Yamakawa lag. Pinto habe ihn da kennengelernt und später mit Francisco de Xavier bekannt gemacht. So wurde Francisco de Xavier zu seinen Missionsreisen nach Japan angeregt. Yajirō erklärte dem Spanier, dass seine Landsleute kritisch und penibel fragen und genau hinschauen würden, ob sein Lebensstil mit seiner Lehre übereinstimme. Falls er die Japaner sowohl intellektuell wie existenziell überzeugen könne, würden die Gebildeten unter ihnen das Christentum annehmen. Nach der Konversion zum Christentum war Yajirō auch als Paulo de Santa Fé bekannt.